# قلعه سنگی منگون
قلعه سنگی منگون مربوط به دوره تیموریان - دوره صفوی است و در شهرستان خواف، بخش جلگه زوزن، دهستان زوزن واقع شده و این اثر در تاریخ ۱۶ شهریور ۱۳۸۳ با شمارهٔ ثبت ۱۱۱۳۴ به‌عنوان یکی از آثار ملی ایران به ثبت رسیده‌است.